# Бегово Раздоље
Бегово Раздоље је насељено место у саставу општине Мркопаљ у Горском котару, Приморско-горанска жупанија, Република Хрватска.

## Историја
До територијалне реорганизације у Хрватској насеље се налазило у саставу старе општине Делнице.

## Географија
Бегово Раздоље је једино насељено место изнад 1 000 m надморске висине на територији Хрватске. Са висином од 1 060 m представља највише стално насељено место у овој земљи. Према другом извору, Бегово Раздоље налази се на висини од 1078 m, на западним обронцима планине Бјелоласице.

## Становништво
На попису становништва 2011. године, Бегово Раздоље је имало 48 становника.